# ساكن الحرج ماندينغا
ساكن الحرج ماندينغا (الاسم العلمي: Bebearia mandinga)، نوع فراشات من جنس ساكن الحرج وفصيلة الحورائيات. يوجد في غينيا وسيراليون وليبيريا وساحل العاج وغانا وتوغو ونيجيريا والكاميرون وغابون وجمهورية الكونغو وجمهورية أفريقيا الوسطى وجمهورية الكونغو الديمقراطية وأوغندا. يألف الغابات.